# Manne Briandt
Manne Briandt, född Viktor Emanuel Briandt 23 maj 1879 i Kristine församling, Dalarna, död 6 september 1962, var en svensk kompositör, sångtextförfattare, sångare och baningenjör vid Statens Järnvägar. Medlem och en av grundarna till orden MG den 11 februari 1912 i Älvsbyn.
Kom år 1897 in på Chalmers i Göteborg, varifrån han utexaminerades år 1900. Arbetade som järnvägsbyggare i Dalarna och sedan i Norrland mellan åren 1901 och 1929. Blev baningenjör 1929, befordrades till förste baningengör 1941, en post han behöll till sin pension 1944. "Manne" flyttade då till Stockholm.
Efter sin pension anlitades han som specialist på järnvägsundersökningar. Men främst skrev och föreläste han om historier och rallarvisor under järnvägsbyggartiden. 
Böcker han skrev inkluderar:
- Med slägga, borr och spett
- Rallargärning
- Banbrytare
- Det var skogarnas land.